# Nowickia funebris
Nowickia funebris là một loài ruồi trong họ Tachinidae.